# Чукотско-камчатски народи
Чукотско-камчатски народи су породица домородачких народа који насељавају подручје од полуострва Камчатке до полуострва Чукотке на крајњем североистоку Сибира (Руски далеки исток). 

## Име
Име породице потиче од имена два највећа народа из ове породице, а то су Чукчи и Ителмени раније познати као Камчадали.

## Народи
Чукотско-камчатски народи се према језику који говоре деле на две подгрупе, на чукотску и камчатску:
Чукотска или чукотско-корјачка подгрупа (северна подгрупа):
- Чукчи
- Корјаци
- Аљуторци
- Кереци

Камчатска или ителменска подгрупа (јужна подгрупа):
- Ителмени